# Муки
Муки (порт. Muqui)  —  муниципалитет в Бразилии, входит в штат Эспириту-Санту. Составная часть мезорегиона Юг штата Эспириту-Санту. Входит в экономико-статистический  микрорегион Кашуэйру-ду-Итапемирин. Население составляет 15 708 человек на 2006 год. Занимает площадь 326,873 км². Плотность населения - 41,9 чел./км².

## История
Город основан 22 октября 1912 года.

## Статистика
- Валовой внутренний продукт на 2003 составляет 37.484.672,00 реалов (данные: Бразильский институт географии и статистики).
- Валовой внутренний продукт на душу населения на 2003 составляет 2.738,11 реалов (данные: Бразильский институт географии и статистики).
- Индекс развития человеческого потенциала на 2000 составляет 0,723 (данные: Программа развития ООН).